# Thomond Park
 (avril 2025).
Thomond Park est un stade de rugby à XV qui se situe à Limerick, en Irlande. Il abrite principalement les rencontres du Munster Rugby pour le rugby.
D'une capacité de 13 500 spectateurs au départ il fit l'objet d'une rénovation et peut maintenant accueillir 26 500 spectateurs dont 15 100 places assises. Il appartient à l'Irish Rugby Football Union.

## Histoire
Pour la première fois et ce grâce à l’essor de ce sport en Irlande, en automne 2011 il accueillera un match international de rugby à XIII où la sélection irlandaise accueillera l'équipe de France.